# Un avvocato per Babbo Natale
Un avvocato per Babbo Natale (The Case for Christmas) è un film del 2011 diretto da Timothy Bond.

## Trama
Michael Sherman, un avvocato e padre single che lotta ogni giorno per trovare nuovi clienti, oberato dal lavoro non riesce a stare con sua figlia Lily e a occuparsi della sua bella macchina d'epoca lasciategli dai genitori; ma con l'aiuto della sua amica Lauren, che è un buon meccanico, riesce a ricostruire l'eredità familiare. Nel frattempo, la maggioranza della popolazione sta perdendo la fede in Babbo Natale e nello spirito del Natale; per di più, il ricco Braxton Bennett intenta un'azione legale contro Babbo Natale, in quanto dice di aver sofferto di inguaribili stress emotivi a causa sua, poiché non gli ha mai fatto avere i doni che aveva richiesto da bambino.

Babbo Natale è convinto di non poter perdere la causa, in quanto Braxton è sempre stato nella sua «lista dei cattivi» e che tutte le sue richieste sono sempre state impossibili da accontentare; chiede a Michael se può rappresentarlo in giudizio. Successivamente, il processo tra Braxton Bennett e Babbo Natale (o meglio Kris Kringle) ha così inizio.